# ウィル・グリッグ
ウィル・グリッグ（Will Grigg）ことウィリアム・ドナルド・グリッグ（William Donald Grigg、1991年7月3日  - ）は、イングランド・ソリフル出身のサッカー選手。元北アイルランド代表。ナショナルリーグ・チェスターフィールドFC所属。ポジションはフォワード。

## クラブ経歴
2007年9月、ノン・リーグのストラトフォード・タウンFCでキャリアをスタート。
2008年夏、フットボールリーグ1のウォルソールFCとプロ契約を結んだ。
2013年7月、同じリーグ1のブレントフォードFCと3年契約を結んだ。移籍金は32万5000ポンド＋出来高。
2015年7月、リーグ1に降格したウィガン・アスレティックFCに移籍。移籍金は推定100万ポンド。2016年1月のポート・ヴェイルFC戦でハットトリックを達成するなどチームの得点源として活躍。最終的にスコアを25まで伸ばしリーグ得点王を獲得。チームのチャンピオンシップ復帰にも貢献した。
2019年1月31日、フットボールリーグ1に所属しているサンダーランドAFCに400万ポンドで移籍した。
2021年2月1日、古巣のミルトン・キーンズ・ドンズFCへレンタル移籍。

## 代表歴
U-19世代から北アイルランド代表に選出されている。主要大会ではUEFA U-21欧州選手権2011予選リーグに参加した。
2012年6月2日に開催されたオランダ代表との親善試合で初キャップ。その後も2014 FIFAワールドカップ・ヨーロッパ予選などに出場したが、2013年10月から2015年3月にかけて代表に招集されなくなった。しかしMKドンズで好調を維持したことにより、2015年3月25日開催のスコットランド代表との親善試合で約一年半ぶりの出場を果たした。
2016年5月18日、UEFA EURO 2016に臨む暫定メンバー27人に選ばれた。5月28日発表の最終メンバー23人にも無事選ばれたが、結局1試合にも出場することなく大会を終えた。

### ゴール
2018年9月8日現在
| No. | 開催日        | 会場               | 対戦国                   | スコア | 結果 | 大会                          |
| --- | ------------- | ------------------ | ------------------------ | ------ | ---- | ----------------------------- |
| 1   | 2016年5月27日 | ウィンザー・パーク | ベラルーシ               | 3–0    | 3–0  | 親善試合                      |
| 2   | 2018年9月8日  | ウィンザー・パーク | ボスニア・ヘルツェゴビナ | 1–2    | 1–2  | UEFAネーションズリーグ2018-19 |

## タイトル

### 個人
- フットボールリーグ1得点王: 2015-16
- フットボールリーグ1年間ベストイレブン: 2015-16